# Eotetranychus broodryki
Eotetranychus broodryki är en spindeldjursart som beskrevs av Meyer 1974. Eotetranychus broodryki ingår i släktet Eotetranychus och familjen Tetranychidae. Inga underarter finns listade i Catalogue of Life.